# 無毛幽靈蛛
無毛幽靈蛛（学名：Pholcus inermis）为幽靈蛛科幽靈蛛屬下的一个种。